# Supreme (marchio)
Supreme è un marchio di abbigliamento e skateboard statunitense fondato da James Jebbia a New York nel 1994. 
Si rivolge alle culture di skateboard, hip hop e punk rock e alla cultura giovanile in generale. Il brand produce vestiti e accessori, e fabbrica anche skateboard che vengono collezionati come opere d'arte moderna e contemporanea. Le sue scarpe, i suoi vestiti e gli accessori vengono venduti con molto successo sul mercato secondario, poiché l'offerta è limitata e la domanda è alta.
Il marchio distintivo rosso con Supreme in bianco è in gran parte basato sull'arte di propaganda di Barbara Kruger.

## Storia
Il marchio è stato creato da James Jebbia. Benché egli sia nato negli Stati Uniti ha vissuto in Inghilterra fino ai 19 anni, quando andò a lavorare per Stüssy. Il primo negozio di Supreme è stato aperto a Lafayette Street nel centro di Manhattan nel 1994. È stato progettato con gli skater con un design unico per il layout dello store: organizzando i vestiti intorno al perimetro del negozio, un grande spazio centrale è consentito all'entrata degli skater. Nel 2004 è stato aperto un secondo negozio sulla North Fairfax Ave a Los Angeles, in California, che è quasi il doppio della dimensione dell'originale negozio di New York City. Altri negozi furono aperti a Parigi nel marzo 2016, a Londra nel settembre 2011, infine in Giappone ci sono negozi a Tokyo (Harajuku, Daikanyama & Shibuya), Nagoya, Osaka e Fukuoka. Giovedì 5 ottobre 2017 Supreme ha aperto il suo secondo negozio a New York, nello specifico nel quartiere di Brooklyn. Ci sono dei rumor che riportano di una prossima apertura di uno store a San Francisco. Supreme utilizza spesso la propria etichetta di abbigliamento in collaborazioni con altri marchi che vanno anche al di fuori dell'ambito della moda. Nel 2017 il fondo di investimenti Carlyle Group ha comprato circa il 50% del marchio Supreme. L’operazione è stata confermata da Jebbia stesso senza fornire ulteriori dettagli, ma sul sito Business of Fashion hanno riportato un prezzo d’acquisto di circa 500 milioni di dollari, valutando quindi l’intera società un miliardo di dollari. Nel 2020 il brand viene acquistato da Vf Corporation per circa 2,1 miliardi di dollari. L’azienda, ha inoltre acquisito le quote di Good Partners e Carlyle Group. In data 6 Maggio 2021, il marchio ha inaugurato uno store a Milano, diventando il tredicesimo negozio dell'azienda. Il quattordicesimo store viene invece inaugurato l'11 Novembre dello stesso anno a Berlino. Nel 2024 EssilorLuxottica acquisisce la maggioranza di Supreme da Vf Corporation per 1,5 miliardi di dollari.

## Collaborazioni
Supreme ha una linea di collaborazioni con vari marchi come Nike, Bialetti, Lacoste, Nerf, A Bathing Ape, Oreo, Emilio Pucci, Speedo, Everlast, Champion, Swarovski, Colgate, Air Jordan, Wilson, Hot Wheels, Vans, Clarks, Walter Kidde Company, Dickies, Biclyce, The North Face, Hammer, Hanes, Playboy, S & M, Levi's, Pyrex, Timberland, Comme des Garçons, Stone Island, Undercover, White Castle, Louis Vuitton, Schott, Hysteric Glamour, Fox Racing e Honda. Il 18 gennaio 2017 la società di moda di lusso Louis Vuitton ha tenuto una sfilata di moda dove è stata confermata una collaborazione tra i due marchi. I negozi popup con la collaborazione sono stati aperti il 30 giugno 2017 a Houston, New York, Hollywood, San Francisco, Los Angeles, Honolulu, Vancouver, Milano, Londra, Berlino e Hong Kong. Nel 2017, la rivista The Dapifer ha riferito che Lacoste ha collaborato con Supreme per una collezione limitata.
Supreme ha rilasciato skateboard con opere d'arte di artisti come Urs Fischer, Harmony Korine, George Condo, Rammellzee, Ryan McGinness, KAWS, Larry Clark, Jeff Koons, Richard Prince, Christopher Wool, Nate Lowman, Damien Hirst e John Baldessari. Inoltre, hanno collaborato con fotografi, artisti e designer come Blade, David Sims, Toshio Maeda, David Lynch, Nobuyoshi Araki, Robert Crumb, Marilyn Minter, Takashi Murakami, Daniel Johnston, Peter Saville, Futura, Adam Kimmel , Bad Brains, HR Giger, Mark Gonzales, Dash Snow e Andreas Serrano.
Nel 2017 Supreme ha chiesto ai Circlemakers, un gruppo di creatori di cerchi nel grano del Regno Unito, fondato dall'artista John Lundberg, di creare un cerchio nel grano che rappresentasse il box-logo Supreme in una posizione segreta in California. Il cerchio nel grano può essere visto nel cortometraggio prodotto da Supreme chiamato Crop Fields.
E ci sono molte altre collaborazioni di Supreme

## Nella cultura di massa
Il fotografo di moda Terry Richardson ha prodotto alcune delle fotografie più famose del marchio, tra cui foto a Michael Jordan, Kermit la Rana, Three Six Mafia, Lou Reed, Lady Gaga, Neil Young, Gucci Mane, Nas e Morrissey. Kenneth Cappello è l'uomo responsabile di alcune delle foto di magliette per Supreme più importanti come quella di Mike Tyson, Dipset, Michael Jackson e Raekwon.